# Jun Takeuchi
Jun Takeuchi (竹内 潤 Takeuchi Jun?, 24 de agosto de 1970, Toyonaka, Osaka) es un productor de videojuegos japonés. Se graduó de la División de Gráficos en el Sozosha College of Design y se unió a la compañía desarrolladora de juegos Capcom en 1991. Se desempeñó como productor de Onimusha 3 y Lost Planet y jefe de producción de Resident Evil 5. Takeuchi también ha trabajado en otros juegos de Capcom como Street Fighter II para Super Nintendo Entertainment System y Resident Evil y Resident Evil 2 para PlayStation.
Actualmente es el director ejecutivo y Jefe de la División 1 de Desarrollo de Juegos para el Consumidor en Capcom.